# Zinaida Hippius

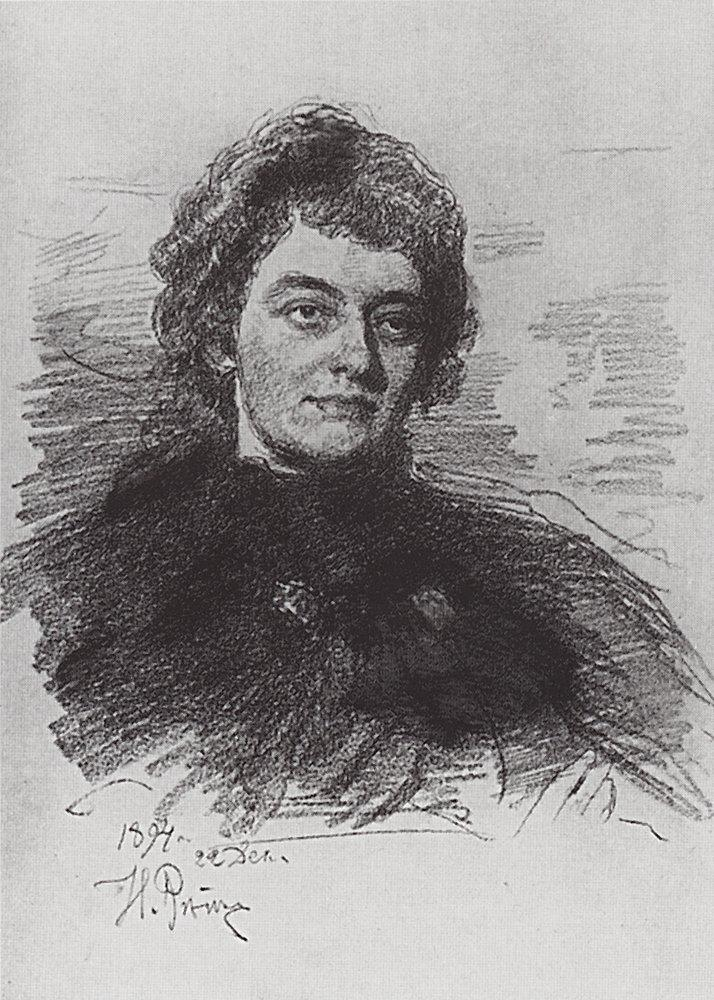
Zinaida Hippius, door Repin, 1894

Zinaida Nikolajevna Hippius (Gippioes) (Russisch: Зинаида Николаевна Гиппиус) (Sint-Petersburg, 20 november 1869 - Parijs, 9 september 1945) was een Russische dichteres en schrijfster uit de symbolistische school.

## Leven
Zinaida Hippius stamde van de kleine Duits-Russische landadel. In 1888 trouwde ze met de filosoof en schrijver Dmitri Merezjkovski, een huwelijk dat 52 jaren stand hield. De Revolutie van 1905 zorgde bij Hippius en Dmitri Merezjkovski voor een ruk naar links. Ze emigreerden naar Parijs, keerden na de Oktoberrevolutie terug naar Sint-Petersburg, waar ze woonden aan de Tsjaikovskistraat (Waterdrinker, 2017), maar vertrokken eind 1919, teleurgesteld in de nieuwe Russische machthebbers, opnieuw naar het Westen, uiteindelijk weer naar Parijs. Daar vertegenwoordigde ze samen met Merezjkovski de typische Russische emigrant van na de revolutie. Ze hield er veelvuldig salon, was politiek actief en produceerde tal van (anti-communistische) pamfletten.

## Werk

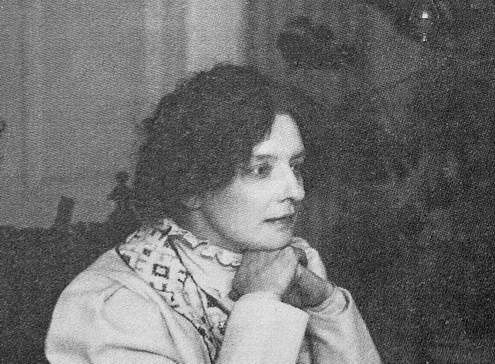
Hippius, 1914, foto Karl Boella

Hippius leefde van ideeën. Ze stond bekend als een politiek strijdbare intellectueel, een hartstochtelijke en grillige vrouw, maar werd ook wel een ‘koud intellect’ en een ‘slang’ genoemd (Trotski). Nina Berberova schreef over haar: "In Z.N. was veel aanwezig wat ook in Gertrude Stein aanwezig was: dezelfde neiging om ruzie te maken met mensen en daarna op een of andere wijze weer vrede met hen te sluiten".
In haar gedichten en proza slingert Hippius wat heen en weer tussen het aardse en het religieus-spirituele. Haar vroege romans, verhalen en gedichten gelden thans als verouderd en worden nog maar weinig gelezen. Wel gelezen worden nog steeds haar memoires, die ze publiceerde onder de titel “De schittering van woorden” (in het Nederlands verschenen binnen de Privé-domein-reeks). Daarin geeft ze onder andere portretten van de schrijvers Alexander Blok, Andrej Bely, en Vasili Rozanov, maar ook beschrijft ze haar huwelijk met Merezjkovski. Een geslaagd huwelijk in erotische zin was dat zeker niet. Dat kwam ook omdat Hippius in tal van opzichten een mannenrol speelde (ze voelde zich een man gevangen in een vrouwenlichaam). Ze geloofde dat verslaving aan als normaal beschouwde seksualiteit haar aan de dood zou ketenen. Ze onderhield nauwe betrekkingen met de sekte der chlysten of flagellanten wier rituelen gepaard gingen met seksuele orgieën. Seksualiteit en bizarre figuren typeren daarmee haar memoires.

## Niet-liefde

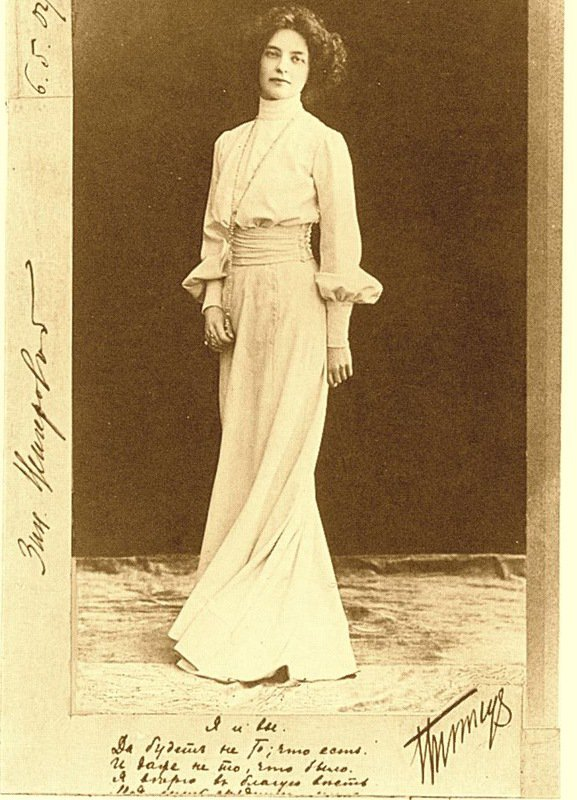
Hippius, 1910

Je beukt mijn luiken, als wind en regen,
Als nachtwind zing je: "Je bent van mij!"
Ik ben de chaos, jou toegenegen,
Je vriend van vroeger: "Doe open jij!"
Ik wil de luiken niet openmaken,
Mijn angst verbergend houd ik ze dicht.
Ik hoed en koester en blijf bewaken:
Mijn laatste liefde, mijn laatste licht.
De chaos schatert; hij roept, de blinde:
"Je sterft in boeien, trek ze toch stuk!
Je weet, in vrijheid is 't heil te vinden,
Niet-liefde, vrijheid - dat is geluk."
Steeds kouder wordend zeg ik gebeden,
Om liefde smeek ik, een zwak gebed...
Mijn handen beven als 'k moegestreden
Mijn vensterluiken wijd open zet.
(vertaling M. Wiebes en M. Berg)